# قرار مجلس الأمن التابع للأمم المتحدة رقم 243
قرار مجلس الأمن التابع للأمم المتحدة رقم 243، الذي اعتمد بالإجماع في 12 ديسمبر 1967، بعد النظر في طلب جمهورية اليمن الجنوبية الشعبية للانضمام إلى عضوية الأمم المتحدة، أوصى المجلس الجمعية العامة بقبول جمهورية اليمن الجنوبية الشعبية.